# Megachile ichnusae
Megachile ichnusae là một loài Hymenoptera trong họ Megachilidae. Loài này được Rebmann mô tả khoa học năm 1968.